# Діоген Лаертський
Діоген Лаертій (неправильно: «Лаертський», оскільки жодного стосунку до Лаерт в Малій Азії Діоген не має; грец. Διογένης Λαέρτιος, перша половина III століття) — давньогрецький історик філософії, автор найбільшого історико-філософського дослідження, що містить біографічні і доксографічні відомості про античні філософські школи та їхніх представників.

## «Про життя, вчення та висловлювання славетних філософів»

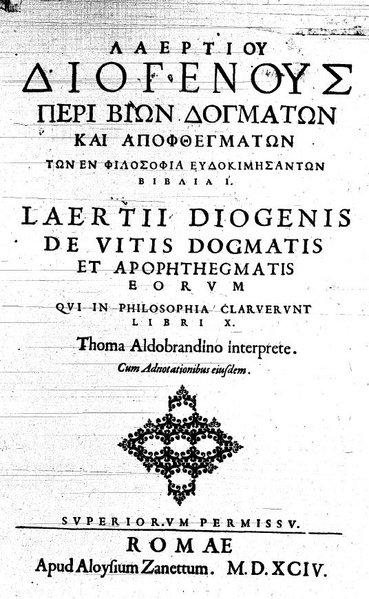
Обкладинка видання 1594 р.

Найголовніша праця Діогена Лаертського — єдина з античних історій філософії, що збереглася до наших днів. На жаль, первинна назва праці нам зовсім невідома. Так, у паризькому рукописі 1759 вона значиться як: «Діоген Лаертський: життєпис і думки тих, хто прославився у філософії, і у стислому вигляді зведення поглядів кожного вчення». У Стефана Візантійського — «Історія філософа», у Євстафія — «Життєпис софістів». Нині ж її прийнято називати «Про життя, вчення та висловлювання славетних філософів». Вона обіймає майже весь період розвитку античної думки та складається з 10 біографічних книг, що мають таку тематику:
1. — еллінські мудреці, що оповідає про, так званих, «Сім мудреців»;
2. — іонійські космологи, Анаксагор, Сократ та сократики;
3. — Платон;
4. — послідовники Платона по Академії (до Клітомаха);
5. — Арістотель і перипатетики;
6. — кініки;
7. — Зенон і стоїки;
8. — Піфагор, Емпедокл, Епіхарм і піфагорійці;
9. — Геракліт, елеати, Демокріт, Протагор, скептики;
10. — Епікур.

В усіх книгах історія античної філософії подана з точки зоку виокремлення двох ліній спадкоємності: іонійської та італійської. Охоплює період від напівлегендарних мудреців до Нової Академії, Хрісіппа й Епікура. За викладом є компіляцією, в якій, здебільшого некритично, використано близько 200 джерел і описано вчення понад 80 мислителів.
Незважаючи на загальне прагнення до ученості, демонстроване постійними посиланнями на авторитетні джерела та думки, автор виявився не в силах привести різноманітний матеріал в струнку систему. В результаті сам текст часто перевантажений цитатами різних авторів, які він приписує комусь одному, а філософські теорії дуже різних, часто антагоністичних шкіл, складаються в одну філософську течію.
Велику трансформуючу роль мала наступна культурно-історична трансляція даного тексту. Наприклад, епіграми, які передували викладу долі і поглядів кожного філософа в цій книзі, первинно складали окремий збірник. І хоча ці моменти роблять істинність відомостей в цілому дещо відносними, текст містить якісний матеріал про Емпедокла, Піфагора та стоїків, автентичні листи Епікура тощо.
Далекий від систематизованості й вельми хаотичний за змістом, твір Діогена Лаертського залишається вагомим і найповнішим першоджерелом з філософії античності. Цінний він ще й тим, що в ньому автор посилається на тих філософів і письменників Давньої Греції, твори яких не збереглися, зокрема, про Діокла з Магнезії.